# Canthon signifer
Canthon signifer là một loài bọ cánh cứng trong họ Bọ hung (Scarabaeidae).